# Sakania
Pour l'entité déconcentrée, voir Sakania (territoire).
Sakania est une localité chef-lieu du territoire éponyme de la province du Haut-Katanga, dans le sud-est de la république démocratique du Congo.

## Géographie
La localité est située sur la route nationale RN 1 à 239 km au sud-est du chef-lieu provincial Lubumbashi.

## Administration
Chef-lieu territorial de 17 457 électeurs recensés en 2018, la localité a le statut de commune rurale de moins de 80 000 électeurs, elle compte 7 conseillers municipaux en 2019.

## Population
Le recensement date de 1984,.
| 1984 | 2004  | 2012   |
| ---- | ----- | ------ |
| -    | 8 619 | 10 158 |